# 国际制图协会
国际制图协会是世界各国地图学科学技术团体组成的国际性、学术性组织，1959年成立于瑞士伯尔尼。